# L'abandon d'Ariane
L'abandon d'Ariane, Op. 98 (El abandono de Ariadna o, en alemán, Die Verlassene Ariadne) es una ópera en un acto con música de Darius Milhaud y libreto en francés de Henri Hoppenot, basado en la mitología griega. Es la segunda de tres Opéras-Minutes (Mini-óperas) que Milhaud compuso. Viene entre L'enlèvement d'Europe Op. 94 y Le délivrance de Thésée Op. 99, con libretos también de Henri Hoppenot (1891–1977), un diplomático francés. Las tres óperas juntas duran alrededor de 27 minutos.

## Historia
La primera representación de la trilogía - L'enlèvement d'Europe, L'abandon d'Ariane y Le délivrance de Thésée  - fue en el Hessisches Staatstheater Wiesbaden, Alemania el 20 de abril de 1928. Estas representaciones se dieron en una traducción al alemán de Rudolph Stephan Hoffmann.
L'abandon d'Ariane ha sido grabado varias veces; sin embargo, se representa en vivo pocas veces. En las estadísticas de Operabase aparece con sólo 2 representaciones en el período 2005-2010.